# Stadion Sendai
Stadion Sendai, Yurtec Stadium Sendai (jap. 仙台スタジアム Sendai sutajiamu) – stadion piłkarski w Sendai, w Japonii. Został zainaugurowany w marcu 1997 roku i miał trybuny mogące pomieścić 19 694 widzów. Swoje mecze rozgrywały na nim drużyny Vegalta Sendai oraz Sony Sendai F.C. Po tragicznym trzęsieniu ziemi w 2011 roku rozeszły się doniesienia o tym, że obiekt został obrócony w ruinę, jak się jednak później okazało zniszczenia nie były znaczne.
Rozegrano na nim spotkania dwóch edycji Pucharu Narodów Pacyfiku – w 2007 i 2008.